# Rebecca Spirig

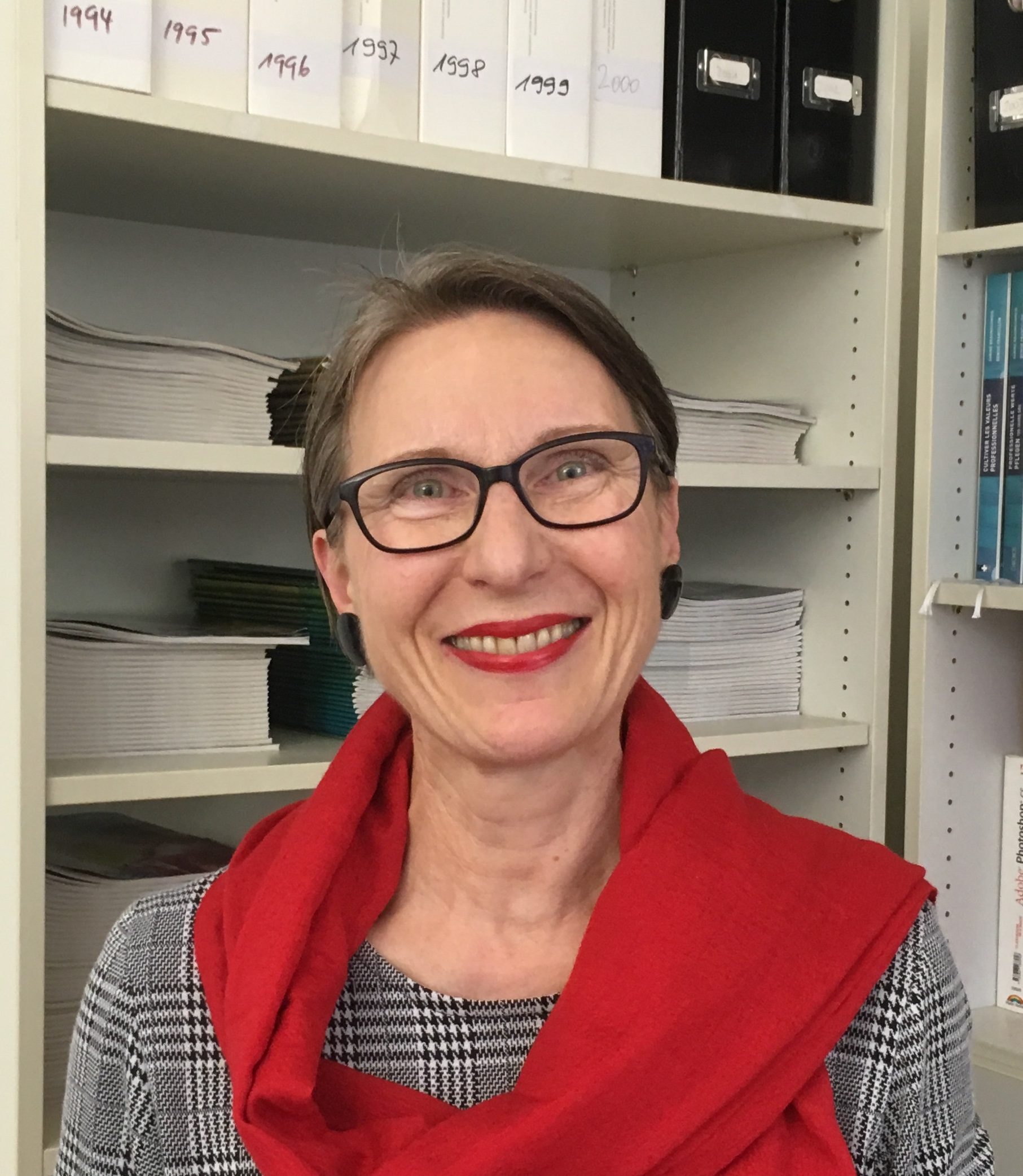
Rebecca Spirig (2018)

Rebecca Spirig (* 1957 in Winterthur) ist eine Schweizer Pflegefachfrau. Sie war Direktorin Pflege und MTTB am Universitätsspital Zürich und Professorin am Institut für Pflegewissenschaft der Universität Basel. Seit 2019 ist sie Gemeinderätin in Endingen.

## Leben
Spirig erhielt 1978 ihr Diplom als Krankenschwester in Allgemeiner Krankenpflege (AKP) an der Krankenpflegeschule des Kantonsspitals Winterthur. 1986 erlangte sie das Diplom als Lehrerin für Pflege an der Kaderschule für Krankenpflege in Zürich und Aarau, wo sie 1993 das Diplom als Pflegeexpertin erlangte.
Sie erlangte einen Master of Science in Nursing der School of Nursing der University of Washington in Seattle (Washington), wo sie anschliessend auch ihr PhD erwarb. 
Von 1998 bis 2000 war sie Professorin an der Fachhochschule Aargau, Gesundheit und Soziale Arbeit in Aarau. Ab 2001 war sie beim Institut für Pflegewissenschaft der Universität Basel als Wissenschaftliche Mitarbeiterin tätig, wo sie 2005 zur ausserordentlichen Professorin ernannt wurde. Von 2005 bis 2010 leitete sie das Zentrum Klinische Pflegewissenschaft des Universitätsspitals Basel, von 2010 bis 2013 das Zentrum Klinische Pflegewissenschaft am Universitätsspital Zürich. Seit 2013 war sie Direktorin Pflege MTTB des Universitätsspitals Zürich.